# Nature Republic
Nature Republic (Hangul: 네이처리퍼블릭) là một thương hiệu mỹ phẩm của Hàn Quốc. Thành lập vào tháng 3 năm 2009, Nature Republic là thương hiệu mỹ phẩm với các sản phẩm sử dụng thành phần từ tự nhiên. Triết lý của thương hiệu là 'Một cảm nhận về sự khởi đầu'.

## Lịch sử
Nature Republic ra mắt bằng việc mở các cửa hàng đầu tiên vào tháng 3 năm 2009.
Năm 2010, Nature Republic mở các chi nhánh tại Đài Loan, Singapore, Thái Lan và Malaysia.
Năm 2011, Nature Republic mở cửa hàng đầu tiên tại Campuchia.
Nature Republic mở cửa hàng đầu tiên tại Philippines vào ngày 13 tháng 11 năm 2012.

## Người phát ngôn và đại diện hình ảnh
Nam ca sĩ, diễn viên Bi Rain từng là người đại diện của thương hiệu Nature Republic vào năm 2009.
Ngày 13 tháng 9 năm 2010, nhóm nhạc nam JYJ trở thành người mẫu quảng cáo mới sau khi ký hợp đồng 1 năm cho thương hiệu Nature Republic. Công ty có kế hoạch sử dụng sức ảnh hưởng mạnh mẽ của họ ở châu Á bằng cách đưa ra "chiến lược tiếp thị khác biệt", mục tiêu nhắm tới không chỉ là khách hàng trong nước, mà còn các khách hàng nước ngoài.
Năm 2011, các thành viên Gyuri, Goo Hara và Jiyoung của KARA được lựa chọn làm người mẫu mới. Jang Geun Suk cũng trở thành người mẫu vào cùng năm.
Tháng 8 năm 2013, thương hiệu xác nhận thành viên Taeyeon của Girls' Generation và nhóm EXO đã ký hợp đồng quảng cáo 2 năm cho Nature Republic.